# Three Songs from William Shakespeare
Three Songs from William Shakespeare è il titolo di un ciclo di tre composizioni di Igor' Fëdorovič Stravinskij per mezzosoprano, flauto, clarinetto e viola scritto nel 1953.

## Storia
Dopo aver composto la Cantata nel 1952, prima opera a segnare il passaggio dal periodo neoclassico a quello seriale, Stravinskij realizzò altre composizioni che, in modo graduale e attraverso diverse fasi di "aggiustamento" lo portarono a sposare definitivamente la tecnica dodecafonica. Una di queste composizioni è appunto il ciclo di canti su testi da William Shakespeare. Il primo brano è tratto dall'ottavo sonetto, Music to heare; il secondo dalla Canzone di Ariel, Full Fadom Five, dalla seconda scena del primo atto de La tempesta; il terzo dall'ultimo atto di Pene d'amore perdute, When Dasies pied. Stravinskij compose le tre canzoni nell'autunno del 1953 e la prima esecuzione avvenne l'otto marzo 1954 a Hollywood, al Philharmonic Auditorium per la serie di concerti Evenings on the Roof. Interprete fu il mezzosoprano Grace Lynne Martin e il direttore Robert Craft.

## Analisi
Music to heare. La prima canzone è scritta sul testo dell'ottavo sonetto di Shakespeare che il poeta compose in onore della musica. Essa si basa essenzialmente su di una serie di dodici suoni che comprendono otto diverse note; qui la linea vocale e quella strumentale assumono una pari importanza. La parte melodica è costruita in modo da dare ampie possibilità interpretative all'esecutore.
Full Fadom five. Il secondo brano, scritto sul testo della Canzone di Ariel, si basa su di una serie dodecafonica realizzata come un doppio canone e si presenta con un tema che richiama il suono delle campane, elemento che ricorre spesso nella musica di Stravinskij e a lui caro, come un ricordo che lo legava alle celebrazioni della Chiesa russa.
When Dasies pied. L'ultimo canto è composto su parole tratte da Pene d'amore perdute. La linea seriale deriva direttamente da quella del secondo brano.